# Саваноборі Масаакі
Масаакі Саваноборі (яп. 澤登 正朗, нар. 12 січня 1970, Фудзіномія) — японський футболіст, що грав на позиції півзахисника. Найкращий футболіст Японії 1999 року.
Протягом усієї кар'єри грав за клуб «Сімідзу С-Палс», а також національну збірну Японії.

## Клубна кар'єра
Народився 12 січня 1970 року в місті Фудзіномія. Вихованець команди університету Токай.
У дорослому футболі дебютував 1992 року виступами за команду клубу «Сімідзу С-Палс», кольори якої і захищав протягом усієї своєї кар'єри гравця, що тривала чотирнадцять років.  Більшість часу, проведеного у складі «Сімідзу С-Палс», був основним гравцем команди. 1999 року був визнаний найкращим футболістом Японії.

## Виступи за збірну
1993 року дебютував в офіційних матчах у складі національної збірної Японії. Протягом кар'єри у національній команді, яка тривала 8 років, провів у формі головної команди країни лише 16 матчів, забивши 3 голи.

## Статистика матчів за збірну
| Японія | Японія | Японія |
| Рік    | Ігри   | Голи   |
| ------ | ------ | ------ |
| 1993   | 5      | 1      |
| 1994   | 6      | 1      |
| 1995   | 0      | 0      |
| 1996   | 0      | 0      |
| 1997   | 0      | 0      |
| 1998   | 0      | 0      |
| 1999   | 1      | 0      |
| 2000   | 4      | 1      |
| Усього | 16     | 3      |

## Титули і досягнення
- Володар Кубка Джей-ліги (1):

«Сімідзу С-Палс»: 1996
- Володар Кубка Імператора Японії (1):

«Сімідзу С-Палс»: 2001
- Володар Суперкубка Японії (2):

«Сімідзу С-Палс»: 2001, 2002